# Vindula cantori
Vindula cantori är en fjärilsart som beskrevs av William Lucas Distant 1882. Vindula cantori ingår i släktet Vindula och familjen praktfjärilar. Inga underarter finns listade i Catalogue of Life.